# 紅鰭泉生銀漢魚
紅鰭泉生銀漢魚，為輻鰭魚綱銀漢魚目似鯔銀漢魚科的其中一種，被IUCN列為極危保育類動物，分布於澳洲淡水流域，體長可達2.5公分，為熱帶淡水魚，棲息在乾燥地區的水塘，生活習性不明。